# Phibsborough
Phibsborough est un quartier mixte, commercial et résidentiel, situé dans la partie nord de Dublin dans le district de Dublin 7, en Irlande.  Le quartier est au sud-ouest de Drumcondra.
La rivière Bradogue traverse le quartier dans un ponceau, et le Royal Canal passe par son extrémité nord, notamment à Cross Guns Bridge. Autrefois, une branche du canal allait jusqu'au bassin de Broadstone, qui fut plus tard le site du terminus du Midland Great Western Railway et qui est actuellement le siège de Bus Éireann. La prison de Mountjoy est située dans le district. 

## Étymologie
Le nom « Phibsborough » vient de « Phipps » ou « Phibbs ». On pense qu'il s'agit d'un colon du Lincolnshire, Richard Phibbs of Coote's Horse, qui résidait à Kilmainham depuis le milieu du 17e siècle. L'orthographe est citée comme Phippsborough en 1792. 

## Sport
Le stade de Dalymount Park se situe dans ce quartier.